# ساو تومي

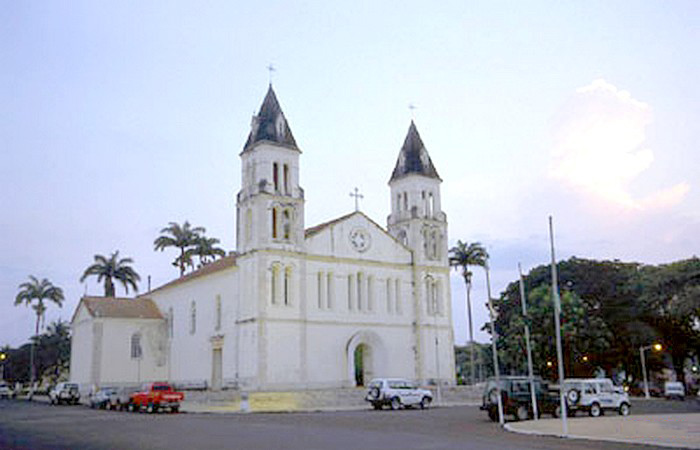
صورة لمدينة ساو تومي

ساو تومي (بالبرتغالية:São Tomé) هي عاصمة ساو تومي وبرينسيب وتعتبر أكبر مدنها ويشير اسمها في البرتغالية إلى القديس سانت توماس تعداد سكانها 56,166 طبقاً لإحصائيات 2005.

## التاريخ
أسس ألفارو كامينها مستعمرة ساو تومي عام 1493. أتى البرتغاليين إلى ساو تومي بحثًا عن أرض لزراعة قصب السكر. كانت الجزيرة غير مأهولة بالسكان قبل وصول البرتغاليين في وقت ما حوالي عام 1470. ساو تومي، تقع حوالي40 كيلومتر (25 ميل) شمال خط الاستواء ، كان مناخها رطبًا بدرجة تكفي لزراعة قصب السكر بوفرة في البرية. تم أخذ 2000 طفل يهودي، تبلغ أعمارهم ثماني سنوات وما دون، من شبه الجزيرة الأيبيرية للعمل في مزارع السكر. أصبحت مملكة كونغو الإفريقية المجاورة في النهاية مصدرًا لعمل العبيد أيضًا. كانت جزيرة ساو تومي المركز الرئيسي لإنتاج السكر في القرن السادس عشر. تجاوزتها البرازيل بحلول عام 1600.
تتمركز مدينة ساو تومي في القرن السادس عشر حول كاتدرائية ، وقد أعيد بناؤها إلى حد كبير في القرن التاسع عشر. مبنى آخر مبكر هو حصن ساو سيباستياو، الذي تم بناؤه عام 1566 والآن متحف ساو تومي الوطني. في 9 يوليو 1595 ، حدتث انتفاضة العبيد بقيادة هواة الملك سيطرت على العاصمة. تم إخضاعهم في العام التالي. في عام 1599 ، استولت الجمهورية الهولندية على المدينة والجزر لمدة يومين ؛ أعادوا احتلالها عام 1641 لمدة عام. كانت المدينة بمثابة عاصمة لمستعمرة ساو تومي وبرينسيبي البرتغالية وحتى استقلال ساو تومي وبرينسيبي في عام 1975, كعاصمة للأمة ذات السيادة.

## الجغرافيا
جزر ساو تومي وبرينسيبي ، الواقعة في منطقة المحيط الأطلسي الاستوائية على بعد حوالي 300 و 250 كم (200 ميل و 150 ميل) ، على التوالي، قبالة الساحل الشمالي الشرقي للجابون ، تشكل ثاني أصغر دولة في أفريقيا.  كلاهما جزء من سلسلة جبال لبركان خامد، والتي تشمل أيضًا جزيرة بيوكو في غينيا الاستوائية إلى الشمال وجبل الكاميرون على ساحل غرب إفريقيا.
يبلغ طول جزيرة ساو تومي 50 كيلومترًا (31 ميلًا) وعرضها 32 كيلومترًا (20 ميلًا) وهي أكثر الجزر جبلية بين الجزيرتين.  تصل قممه إلى 2,024 متراً (6640 قدماً).  يبلغ طول جزيرة برينسيبي حوالي 30 كم (19 ميل) وعرضها 6 كم (4 ميل).  تنحدر التيارات السريعة والمشرقة من الجبال عبر الغابات المورقة وعبر الحقول باتجاه البحر.
تقع ساو تومي على خليج آنا شافيز كميناء في الشمال الشرقي من جزيرة ساو تومي ؛  إداريًا، تعد جزيرة كابراس، القريبة من الساحل، جزءًا من ساو تومي. تقع ساو تومي في الشمال الشرقي من ترينداد، جنوب شرق غوادالوبي وشمال غرب سانتانا، وهي مرتبطة بهذه المدن بواسطة طريق سريع يحيط بجزيرة ساو تومي بأكملها. وترتبط بـ الرأس الأخضر بواسطة عبارة أسبوعية.[بحاجة لمصدر]

### المناخ
تتميز ساو تومي بمناخ مداري قاري ( As ') مع موسم رطب طويل نسبيًا و موسم جاف يمتد موسم الأمطار من أكتوبر حتى مايو بينما يغطي موسم الجفاف الأشهر الأربعة المتبقية. يرى في ساو تومي في المتوسط أقل منو900 مـم (35 بوصة) بقليل من هطول الأمطار سنويا. درجات الحرارة في المدينة ثابتة نسبيًا، مع ارتفاع متوسط درجات الحرارة عادة30 °م (86 °ف) ومتوسط درجات الحرارة المنخفضة حولها 22 °م (72 °ف).
ويظهر الجدول التالي التغييرات المناخية على مدار السنة لساو تومي:
| البيانات المناخية لـساو تومي       | البيانات المناخية لـساو تومي | البيانات المناخية لـساو تومي | البيانات المناخية لـساو تومي | البيانات المناخية لـساو تومي | البيانات المناخية لـساو تومي | البيانات المناخية لـساو تومي | البيانات المناخية لـساو تومي | البيانات المناخية لـساو تومي | البيانات المناخية لـساو تومي | البيانات المناخية لـساو تومي | البيانات المناخية لـساو تومي | البيانات المناخية لـساو تومي | البيانات المناخية لـساو تومي |
| الشهر                              | يناير                        | فبراير                       | مارس                         | أبريل                        | مايو                         | يونيو                        | يوليو                        | أغسطس                        | سبتمبر                       | أكتوبر                       | نوفمبر                       | ديسمبر                       | المعدل السنوي                |
| ---------------------------------- | ---------------------------- | ---------------------------- | ---------------------------- | ---------------------------- | ---------------------------- | ---------------------------- | ---------------------------- | ---------------------------- | ---------------------------- | ---------------------------- | ---------------------------- | ---------------------------- | ---------------------------- |
| الدرجة القصوى °م (°ف)              | 32.0 (89.6)                  | 33.6 (92.5)                  | 33.5 (92.3)                  | 33.4 (92.1)                  | 33.9 (93.0)                  | 31.0 (87.8)                  | 30.7 (87.3)                  | 31.0 (87.8)                  | 31.7 (89.1)                  | 31.5 (88.7)                  | 31.6 (88.9)                  | 32.0 (89.6)                  | 33.9 (93.0)                  |
| متوسط درجة الحرارة الكبرى °م (°ف)  | 29.4 (84.9)                  | 29.9 (85.8)                  | 30.2 (86.4)                  | 30.1 (86.2)                  | 29.3 (84.7)                  | 28.0 (82.4)                  | 27.3 (81.1)                  | 27.7 (81.9)                  | 28.6 (83.5)                  | 28.7 (83.7)                  | 29.0 (84.2)                  | 29.1 (84.4)                  | 28.9 (84.0)                  |
| المتوسط اليومي °م (°ف)             | 25.9 (78.6)                  | 26.2 (79.2)                  | 26.4 (79.5)                  | 26.4 (79.5)                  | 26.0 (78.8)                  | 24.7 (76.5)                  | 23.8 (74.8)                  | 24.1 (75.4)                  | 25.0 (77.0)                  | 25.2 (77.4)                  | 25.5 (77.9)                  | 25.6 (78.1)                  | 25.4 (77.7)                  |
| متوسط درجة الحرارة الصغرى °م (°ف)  | 22.4 (72.3)                  | 22.5 (72.5)                  | 22.6 (72.7)                  | 22.6 (72.7)                  | 22.6 (72.7)                  | 21.4 (70.5)                  | 20.4 (68.7)                  | 20.5 (68.9)                  | 21.3 (70.3)                  | 21.8 (71.2)                  | 22.0 (71.6)                  | 22.1 (71.8)                  | 21.8 (71.2)                  |
| أدنى درجة حرارة °م (°ف)            | 19.1 (66.4)                  | 19.6 (67.3)                  | 19.2 (66.6)                  | 19.4 (66.9)                  | 18.5 (65.3)                  | 14.0 (57.2)                  | 14.0 (57.2)                  | 13.4 (56.1)                  | 16.0 (60.8)                  | 18.3 (64.9)                  | 18.8 (65.8)                  | 19.6 (67.3)                  | 13.4 (56.1)                  |
| الهطول مم (إنش)                    | 81 (3.2)                     | 84 (3.3)                     | 131 (5.2)                    | 122 (4.8)                    | 113 (4.4)                    | 19 (0.7)                     | 0 (0)                        | 1 (0.0)                      | 17 (0.7)                     | 110 (4.3)                    | 99 (3.9)                     | 108 (4.3)                    | 884 (34.8)                   |
| متوسط أيام هطول الأمطار (≥ 0.1 mm) | 8                            | 8                            | 12                           | 11                           | 10                           | 3                            | 2                            | 3                            | 6                            | 12                           | 11                           | 8                            | 94                           |
| متوسط الرطوبة النسبية (%)          | 85                           | 84                           | 83                           | 83                           | 84                           | 79                           | 77                           | 78                           | 79                           | 82                           | 85                           | 85                           | 82                           |
| ساعات سطوع الشمس الشهرية           | 142.6                        | 135.6                        | 139.5                        | 126.0                        | 145.7                        | 165.0                        | 161.2                        | 148.8                        | 120.0                        | 114.7                        | 135.0                        | 142.6                        | 1٬676٫7                      |
| ساعات سطوع الشمس اليومية           | 4.6                          | 4.8                          | 4.5                          | 4.2                          | 4.7                          | 5.5                          | 5.2                          | 4.8                          | 4.0                          | 3.7                          | 4.5                          | 4.6                          | 4.6                          |
| المصدر: الأرصاد الجوية الألمانية   |                              |                              |                              |                              |                              |                              |                              |                              |                              |                              |                              |                              |                              |

### الدين

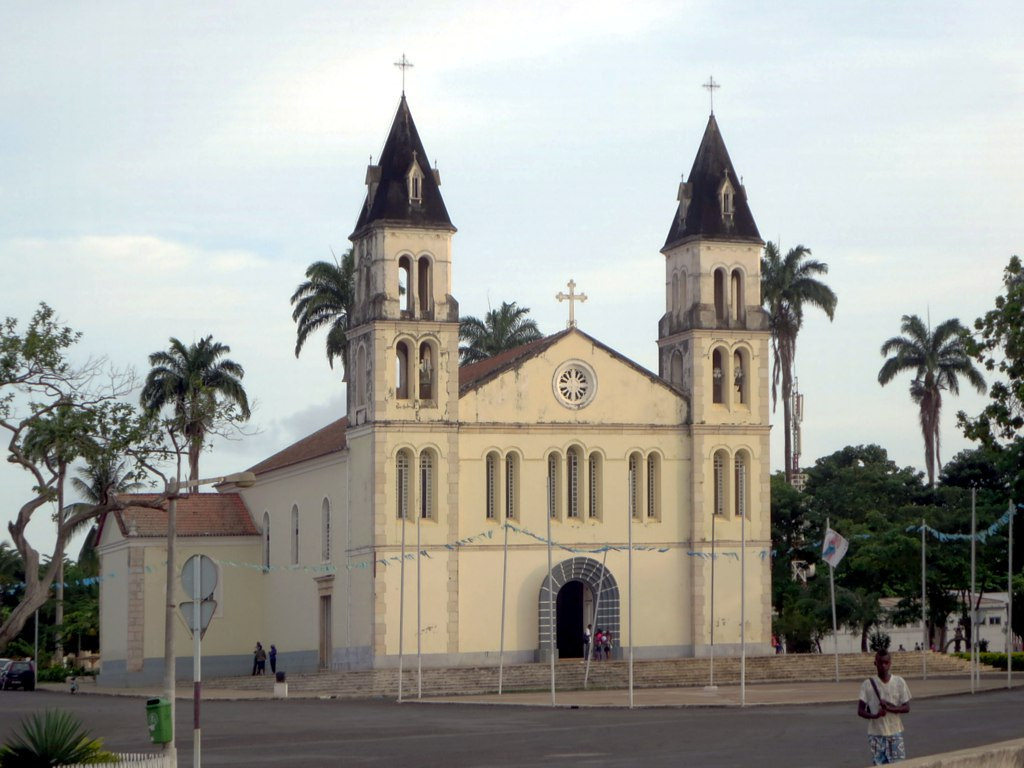
كاتدرائية سيدة النعمة (ساو تومي)
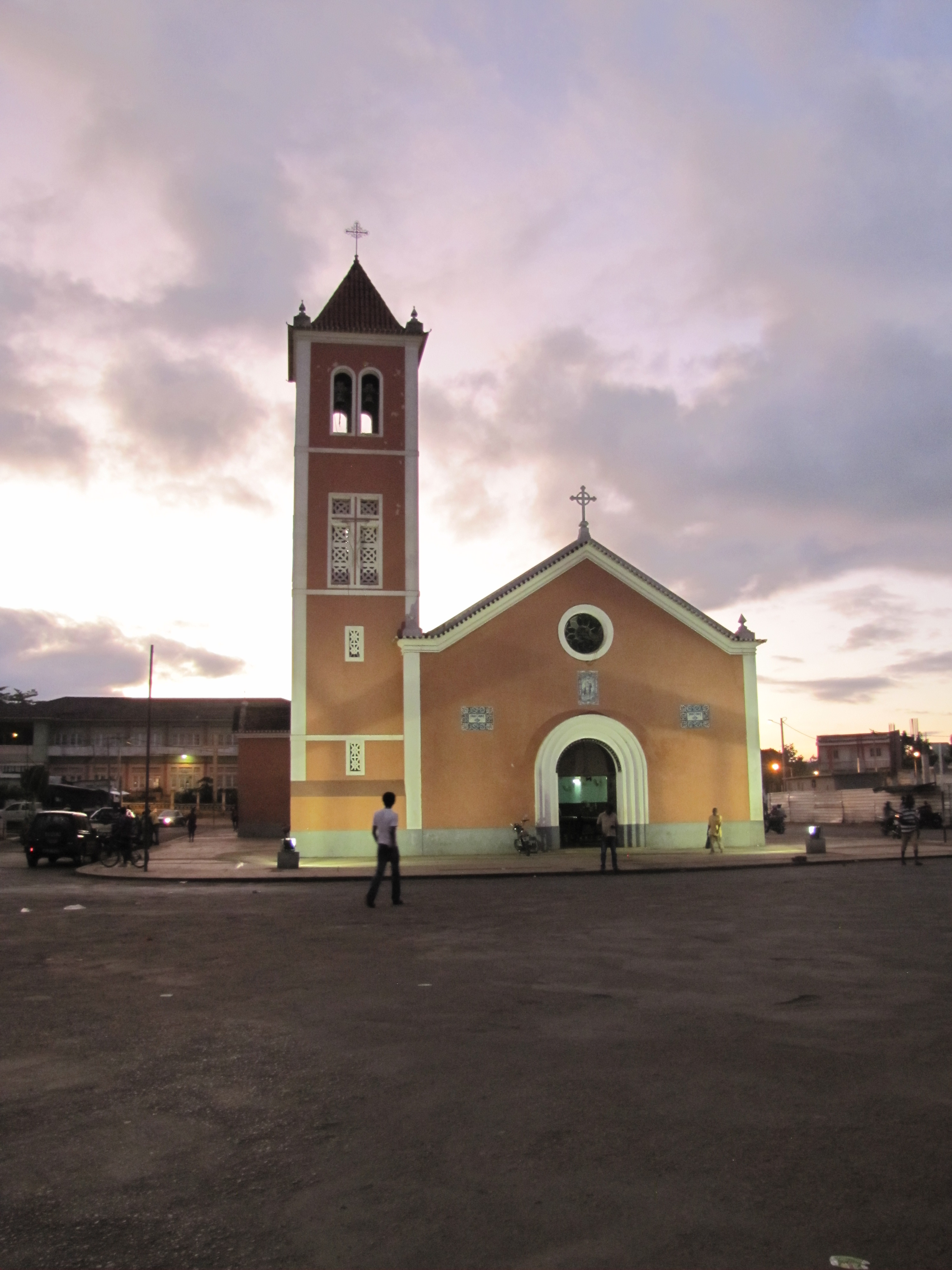
كنيسة سيدة الحبل (ساو تومي)

غالبية سكان ساو تومي مسيحيون ، وأكبر طائفة منهم هي الكنيسة الرومانية الكاثوليكية (ممثلة في أبرشية ساو تومي وبرينسيبي) ، يوجد أيضًا عدد كبير من المسيحيين البروتستانت من الكنيسة العالمية لمملكة الله، وكنيسة جمعية الله الإرسالية والكنيسة السبتية. 

## الاقتصاد
يدور اقتصاد المدينة حول الأنشطة التجارية والخدمية، وفي هذا القطاع الاقتصادي الأخير، كانت للأنشطة اللوجستية ثقل لا مثيل له، وذلك بفضل وجود أكبر ميناء في البلاد، ميناء آنا تشافيز، وهو يصدر الكاكاو والموز.
وتشمل معالم الجزيرة القصر الرئاسي
وكاتدرائية و سينما. المدينة هي أيضًا موطن للمدارس والمدارس الإعدادية والمدارس الثانوية ومعهد متعدد الفنون و سوقان وثلاث محطات إذاعية,ومحطة التلفزيون العامة "TVSP" ، العديد من العيادات والمستشفيات، المطار الرئيسي للبلاد - مطار ساو تومي الدولي (مع رحلات منتظمة منتظمة إلى أنغولا، الغابون، غانا والبرتغال وكذلك الرحلات الداخلية العرضية إلى برينسيب)، والعديد من الوجهات. تعد مدينة ساو تومي أيضًا مركز شبكة النقل والطرق بالجزيرة. تشتهر المدينة بعزف تشيلولي.

## البنية التحتية

### المواصلات
تتصل المدينة بالمناطق الأخرى من خلال عدة طرق، على الرغم من أن طريق الاتصال الرئيسي هو الطريق السريع الذي يمتد على طول محيط الجزيرة.
يعني الطابع الجزري للدولة أن البنية التحتية اللوجستية الأكثر حيوية للعاصمة هي ميناء آنا تشافيز، والذي يسمح بالاتصال بميناء سانتو أنطونيو دو برينسيبي، ومع طرق الإمداد الرئيسية للبلاد مع القارة والعالم.
يوجد في المدينة مطار ساو تومي الدولي ((إياتا: TMS، إيكاو: FPST)) أحد البنى التحتية الرئيسية للنقل واللوجستيات، ويخدم سكان تومي وبقية البلاد برحلات جوية وطنية ودولية.

### التعليم
يوجد في المدينة اثنتان من أهم المدارس في البلاد، المدرسة الثانوية الوطنية في ساو تومي وبرينسيبي والمدرسة الإعدادية باتريس لومومبا ؛ كما تضم جامعة ساو تومي وبرينسيبي، مع ثلاثة من حرم الجامعة الأربعة، والمكتبة الوطنية في ساو تومي وبرينسيب.
المدارس البرتغالية الدولية التالية في المدينة:
- المدرسة البرتغالية في ساو تومي وبرينسيب.
- معهد الأبرشية لتنشئة يوحنا بولس الثاني.
- مدرسة الأطفال.
- المدرسة الدولية في ساو تومي وبرينسيب.

### الصحة
المستشفى الرئيسي في البلاد هو مستشفى أيريس دي مينيزيس

## الثقافة والترفيه

### الثقافة
مع تراث ثقافي ومعماري ضخم، تبرز الكاتدرائية التي يعود تاريخها إلى القرن السادس عشر. مبنى قديم آخر مهم هو قلعة سان سيباستياو، التي تم بناؤها عام 1575 ، وحيث يتم إنشاء المتحف الوطني في ساو تومي حاليًا.

### الرياضة
تشمل النوادي الرياضية الموجودة في المدينة سبورتينغ برايا كروز و فيتوريا إف سي ومقرها في حي ريبوك. تلعب جميع الأندية في ملعب 12 يوليو الوطني.

## معرض صور

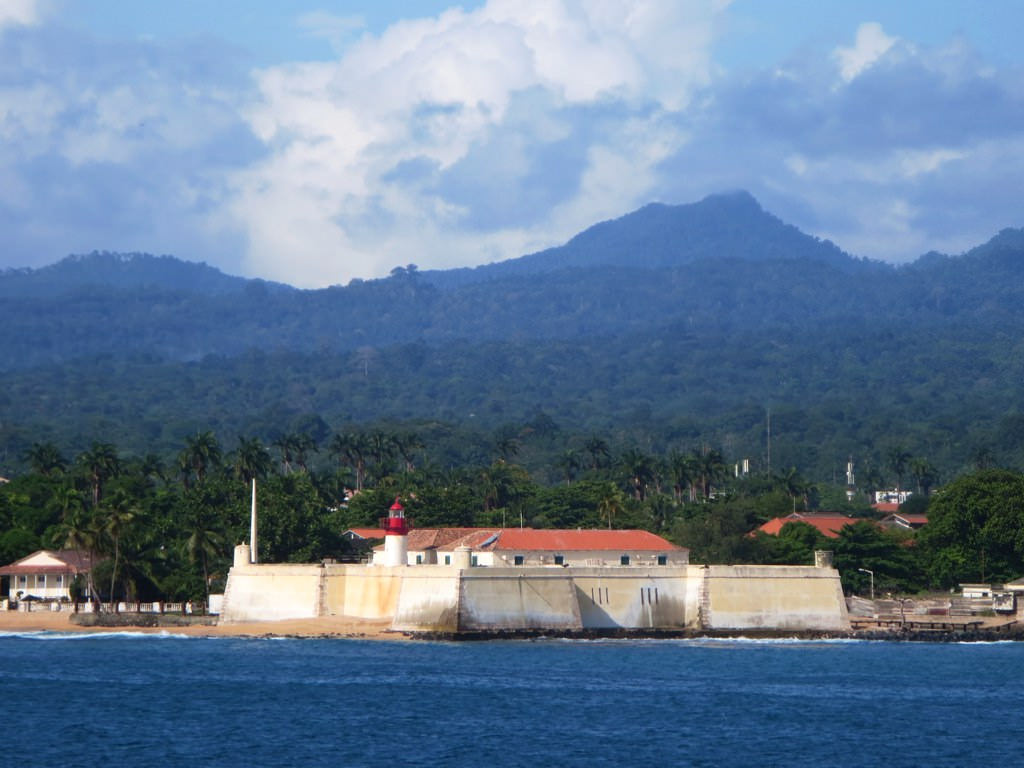
متحف ساو سيباستياو.
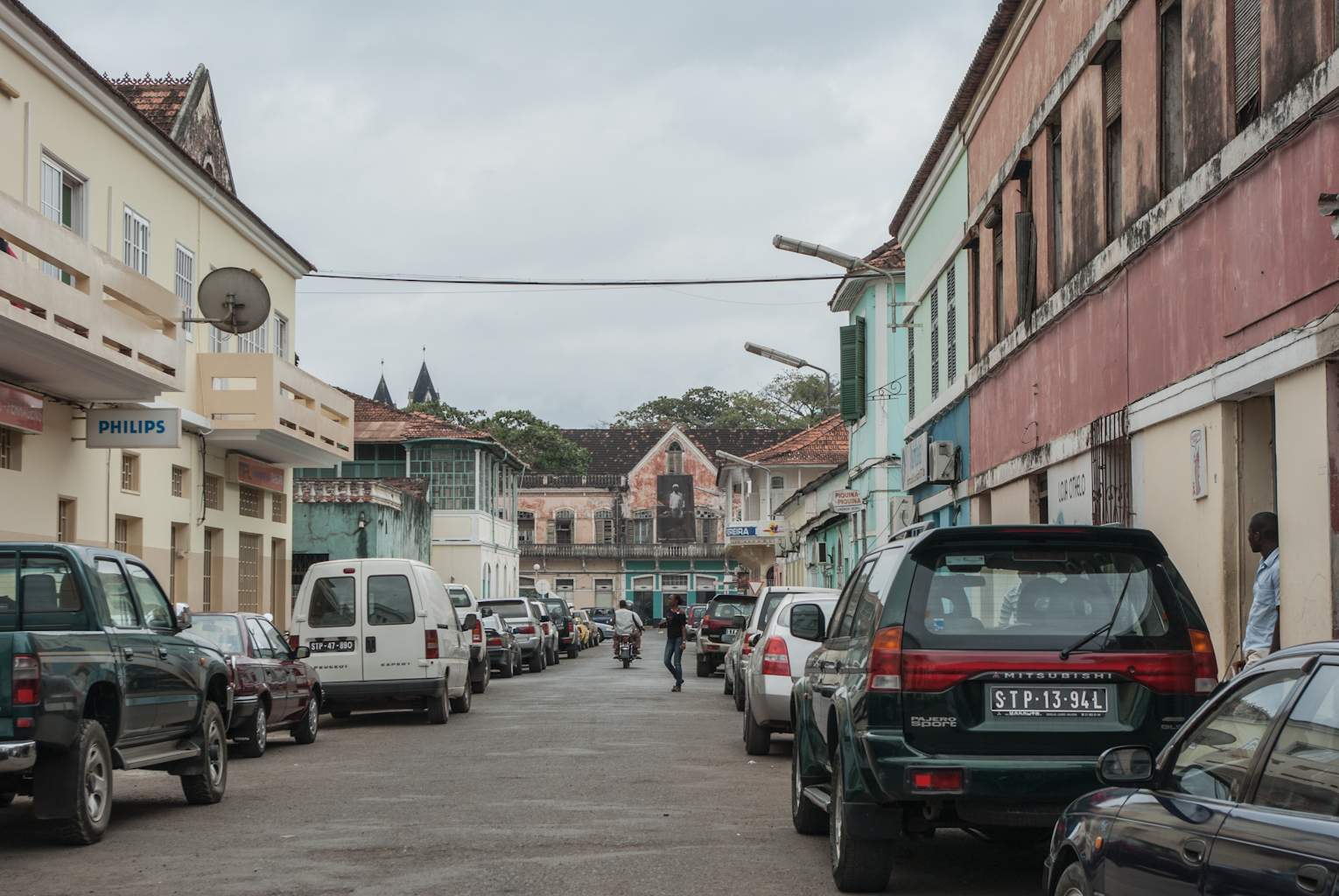
مدينة ساو تومي
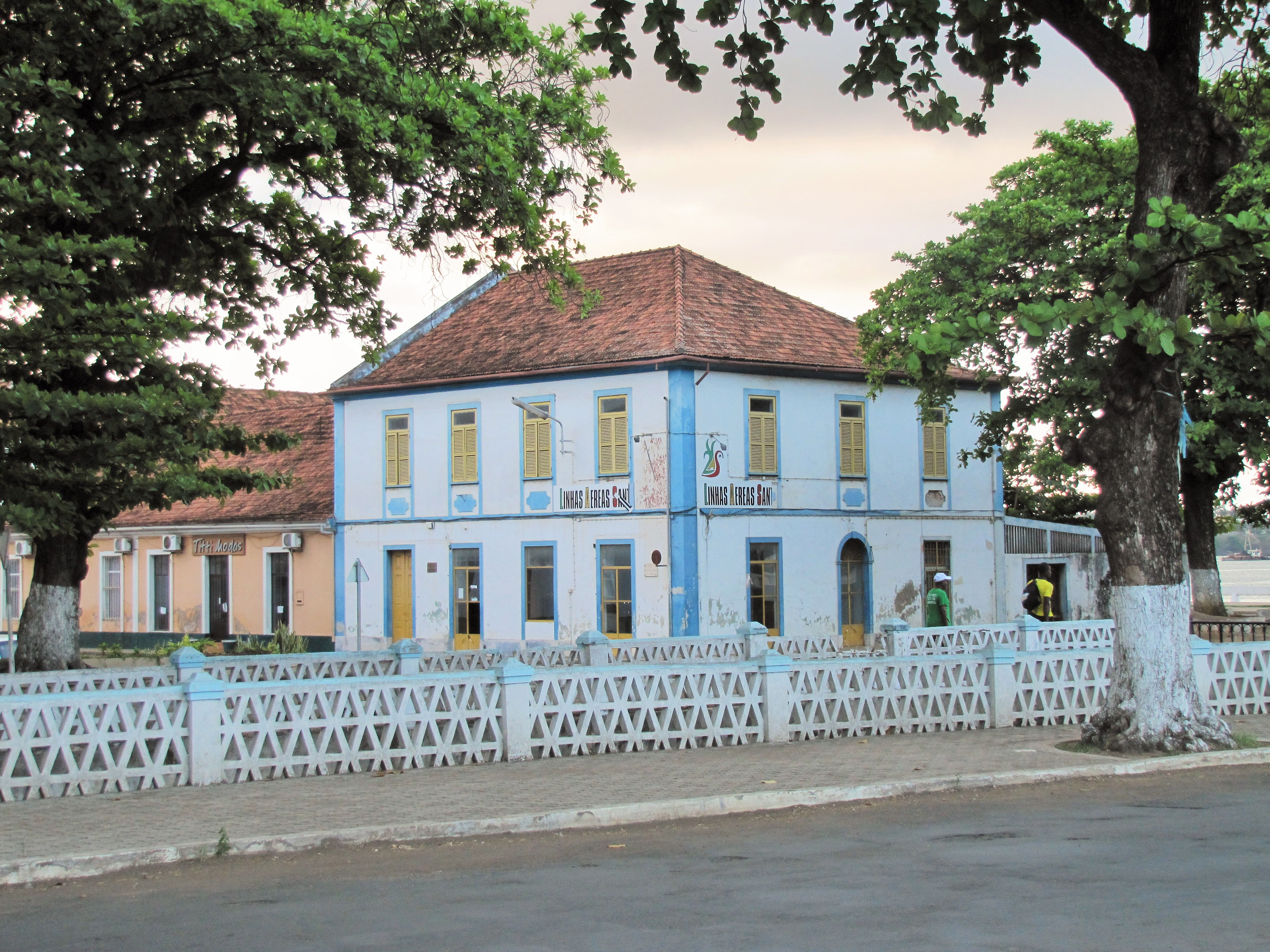
وسط مدينة ساو تومي
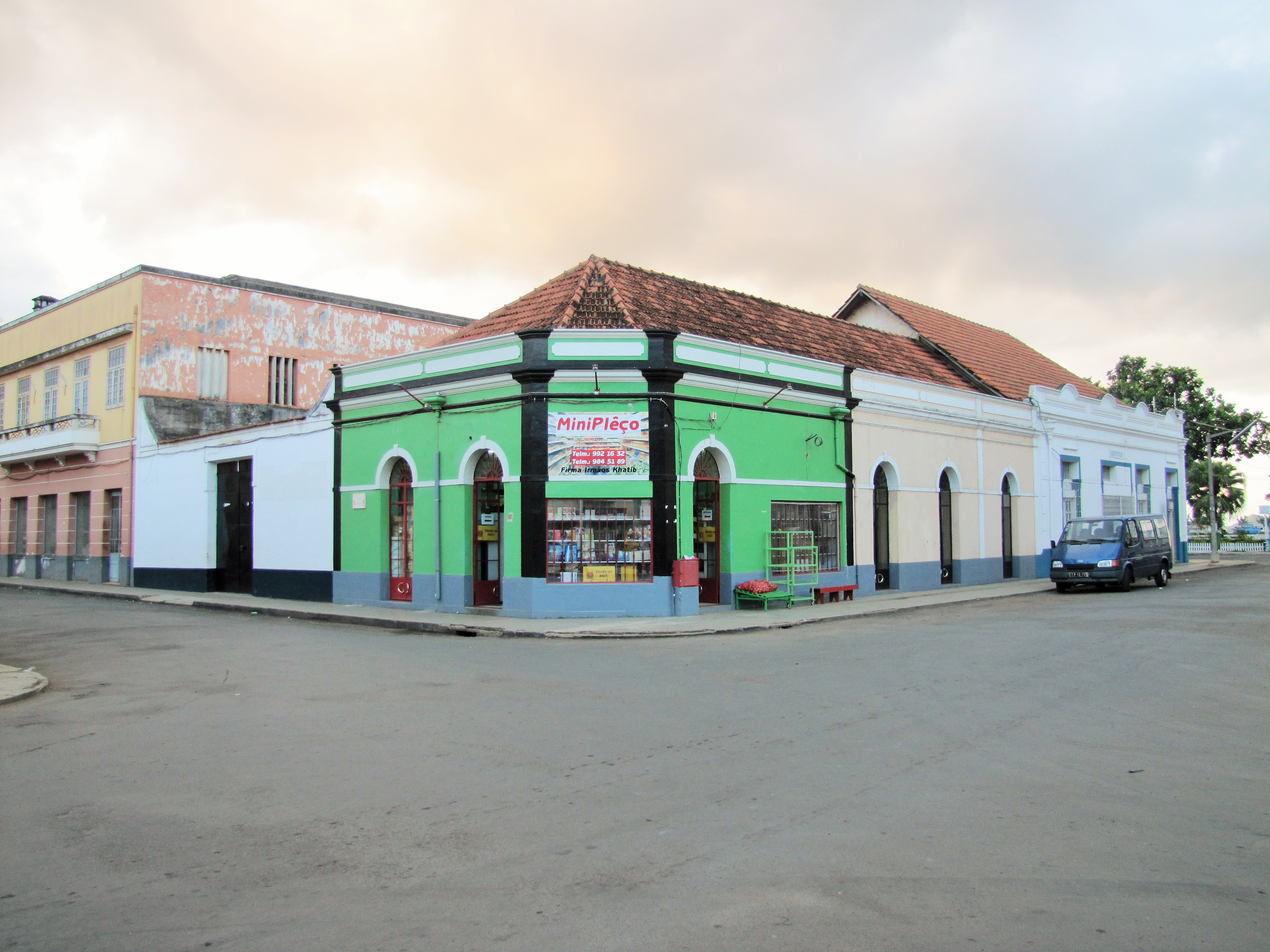
مدينة ساو تومي
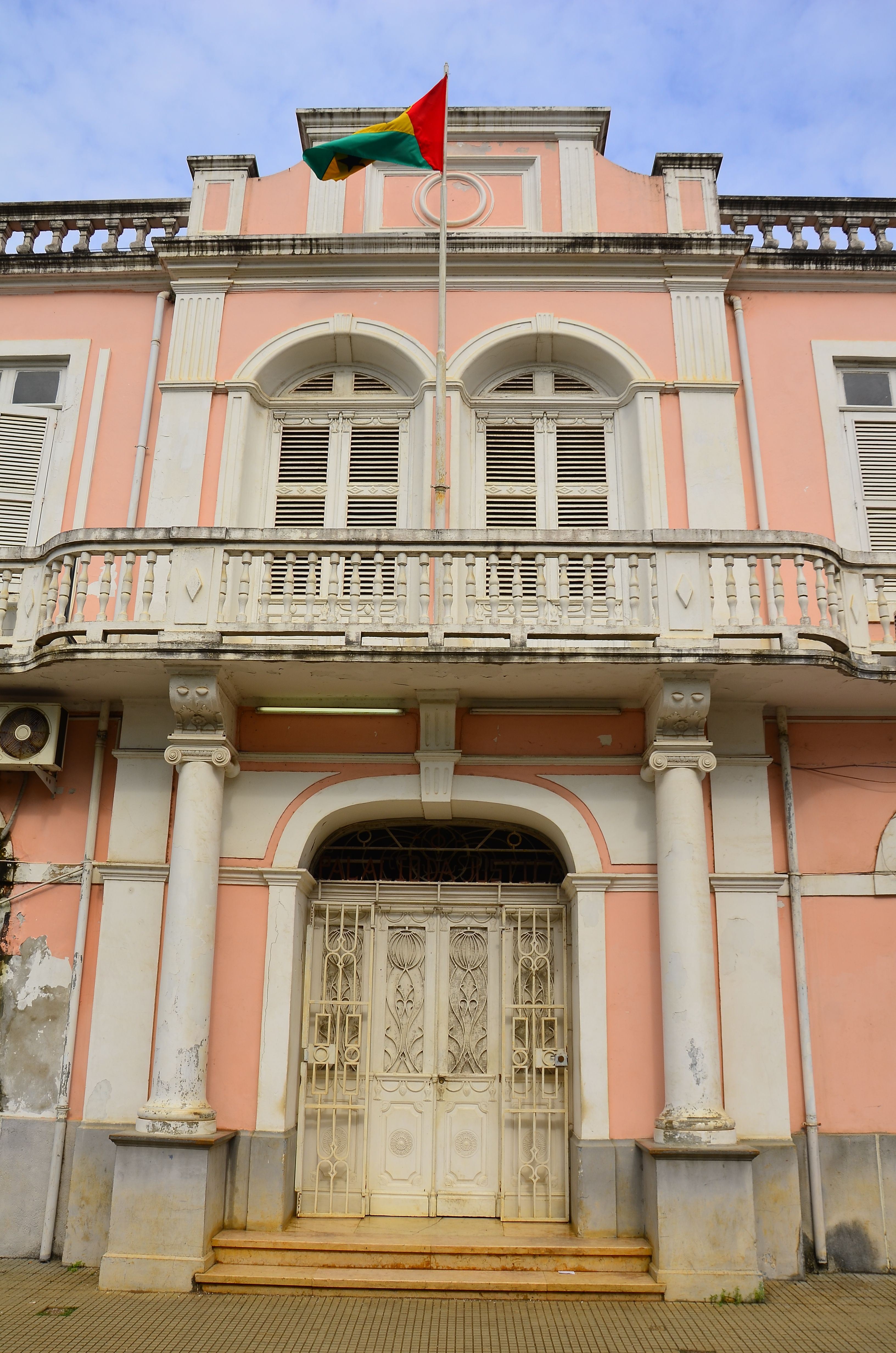
المحكمة العليا في ساو تومي وبرينسيب
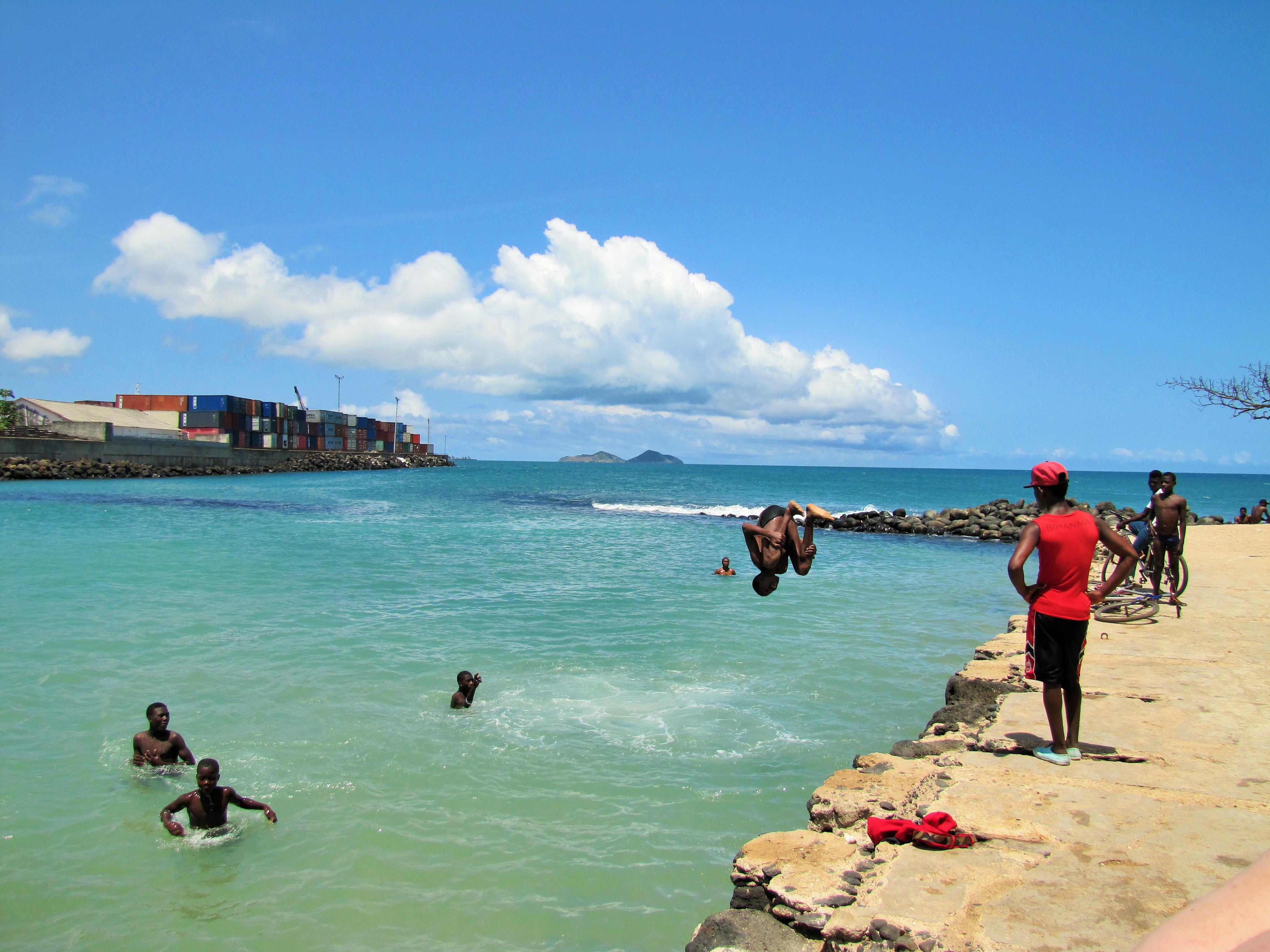
يقفز الأطفال من على الرصيف
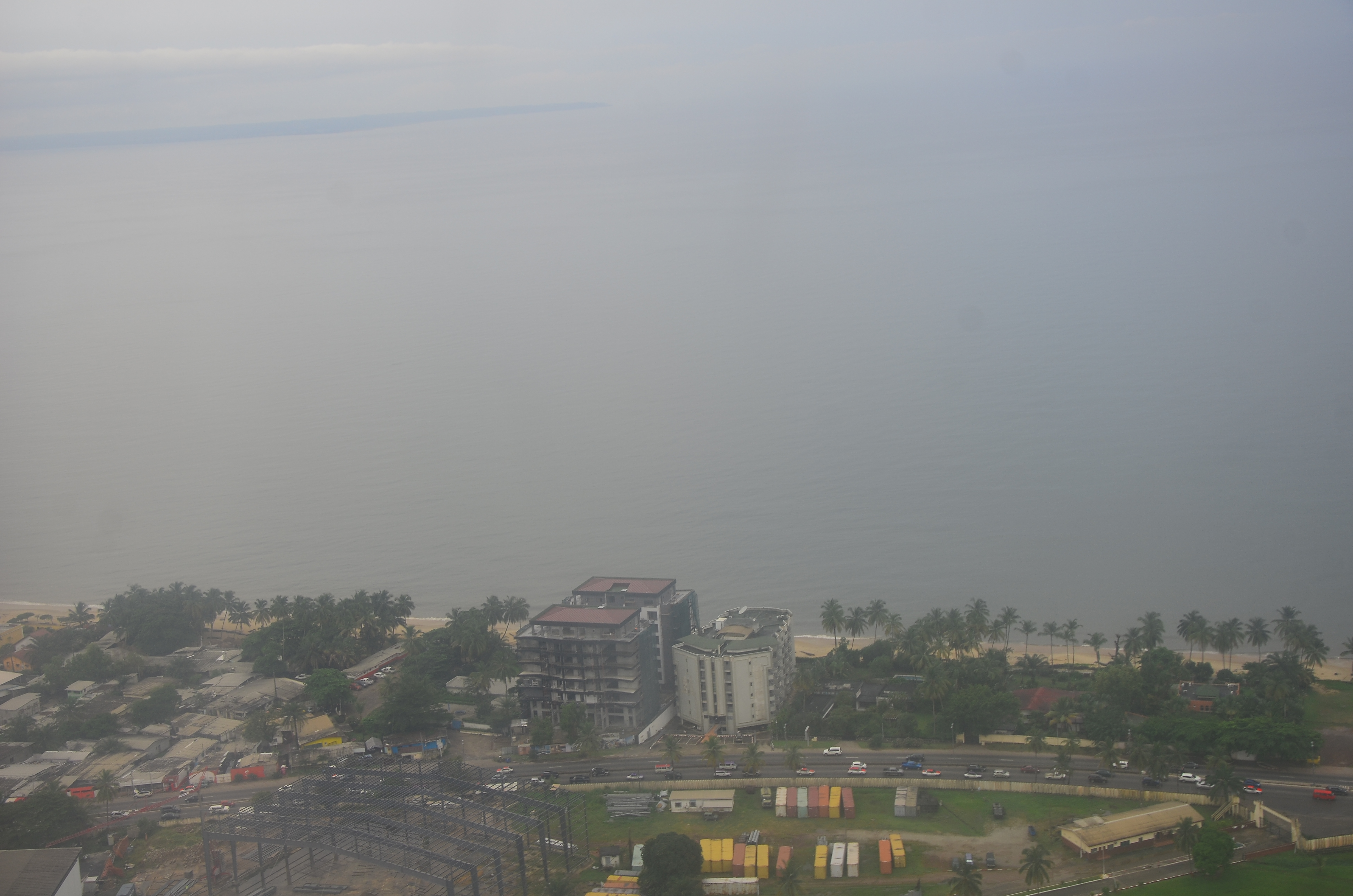
أحد الطرق الرئيسية في العاصمة ساو تومي ، برايا كروز
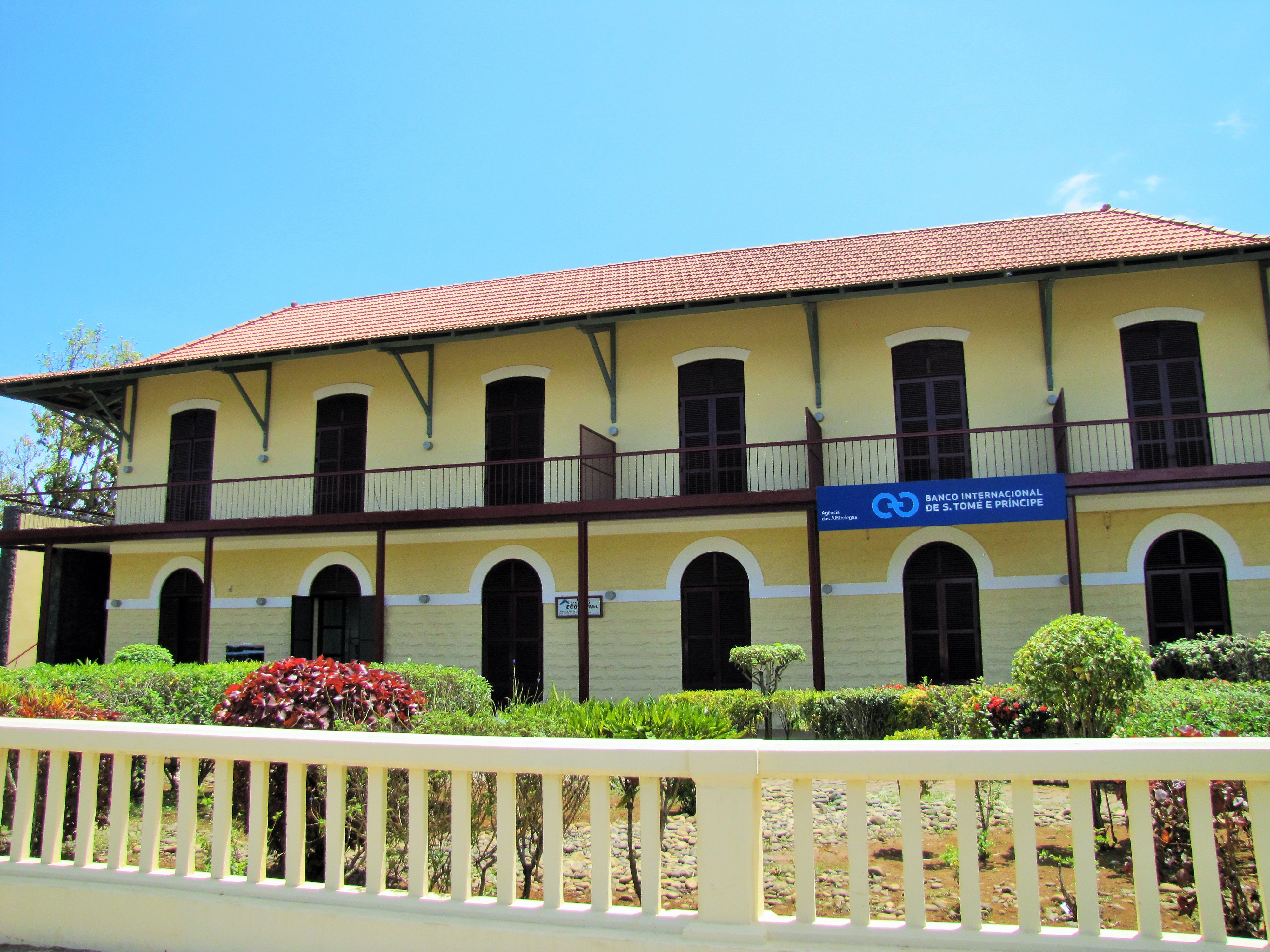
مقر البنك الدولي في ساو تومي وبرينسيب
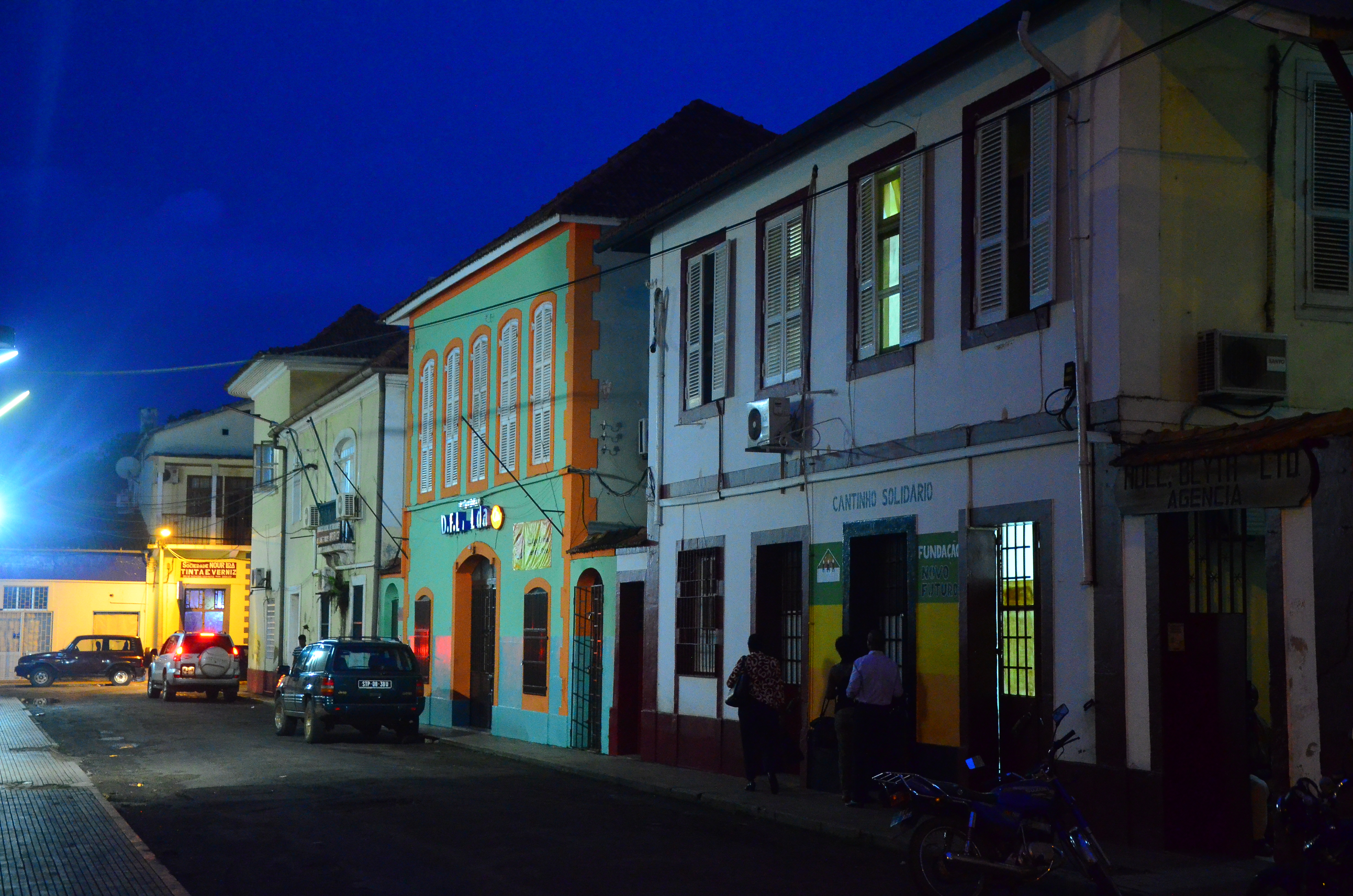
وسط مدينة ساو تومي
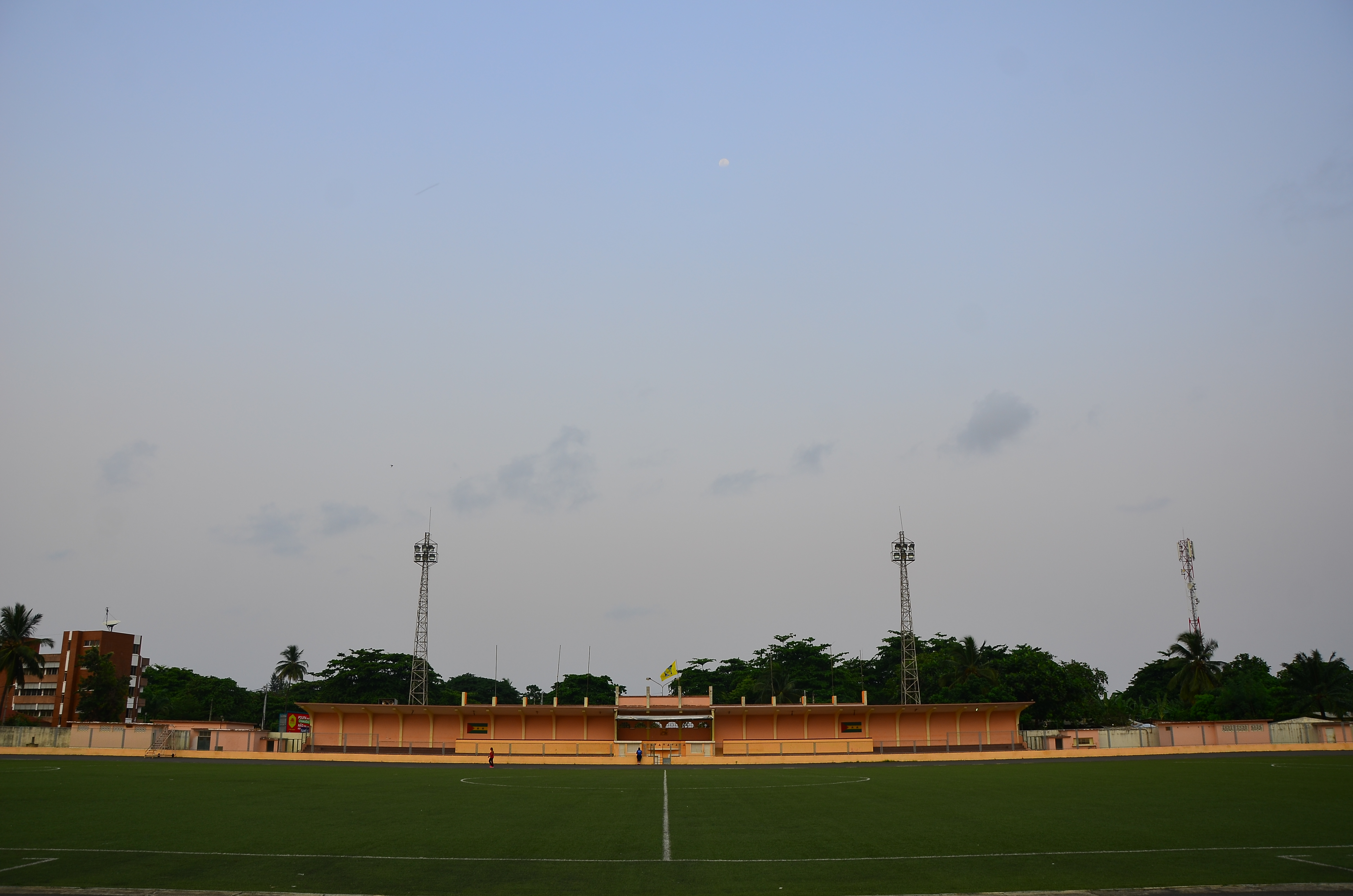
ملعب 12 يوليو الوطني
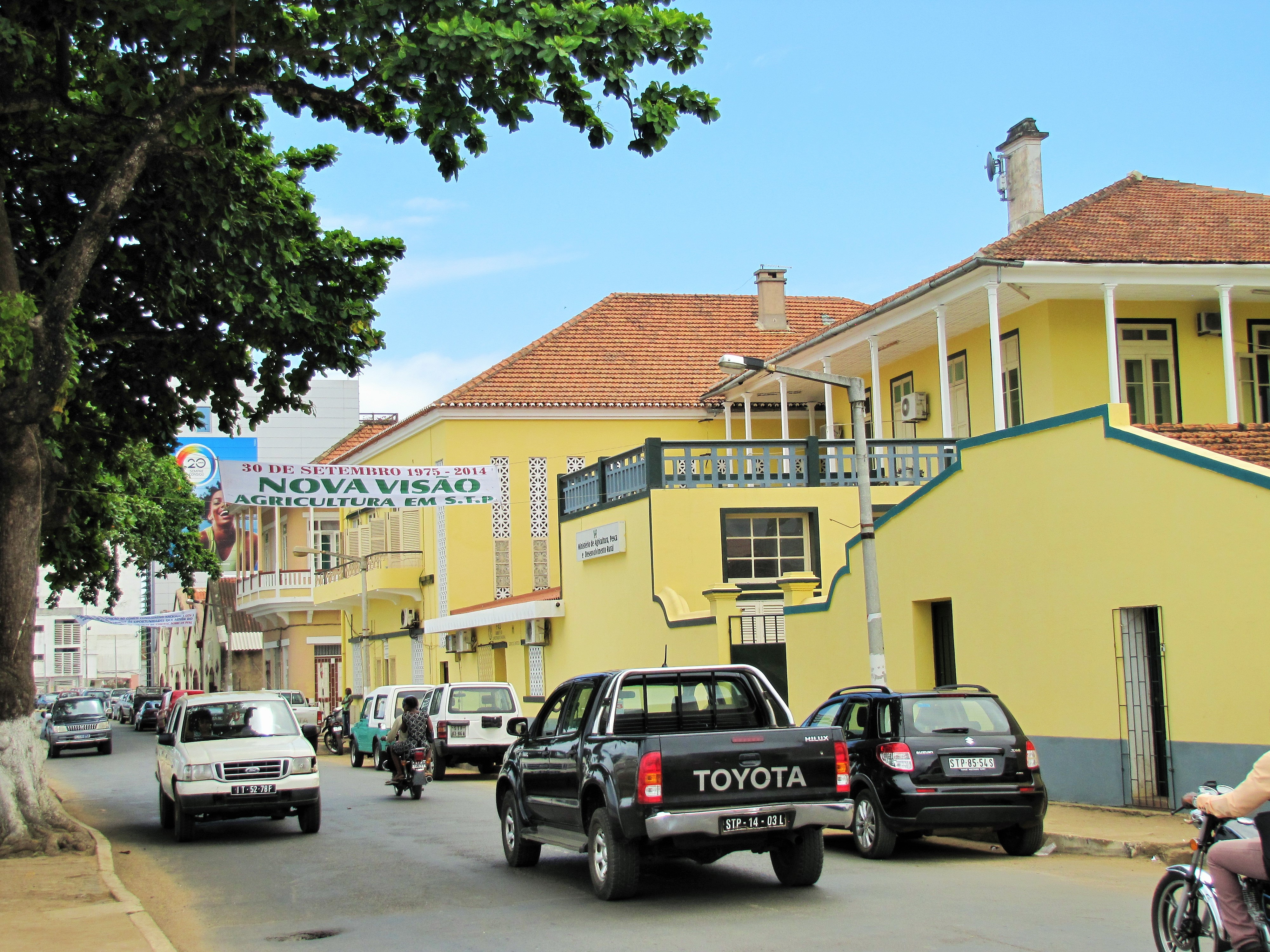
ساو تومي, ساو تومي وبرينسيب
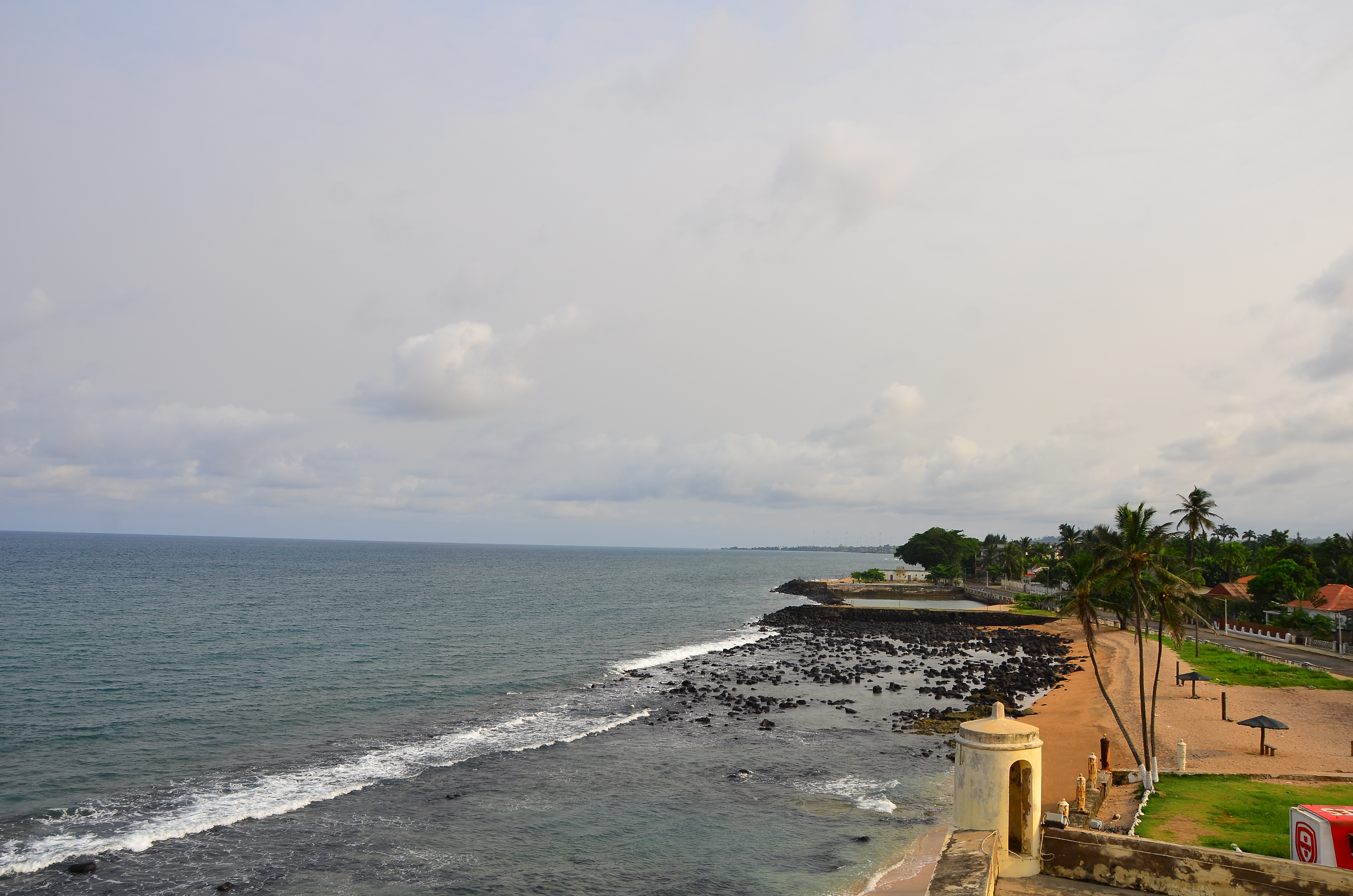
آنا شافيز باي ، ساو تومي
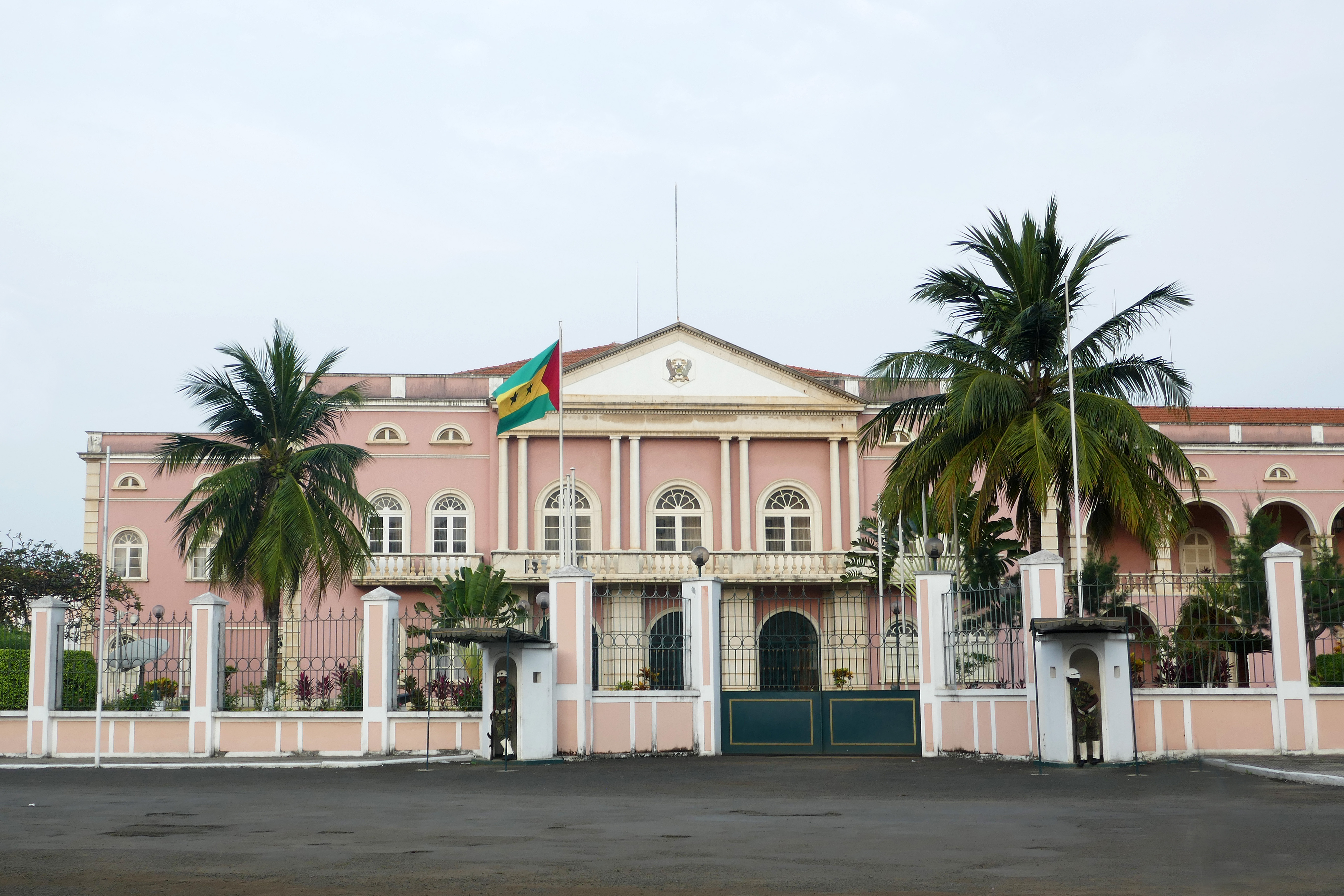
القصر الرئاسي في ساو تومي وبرينسيب
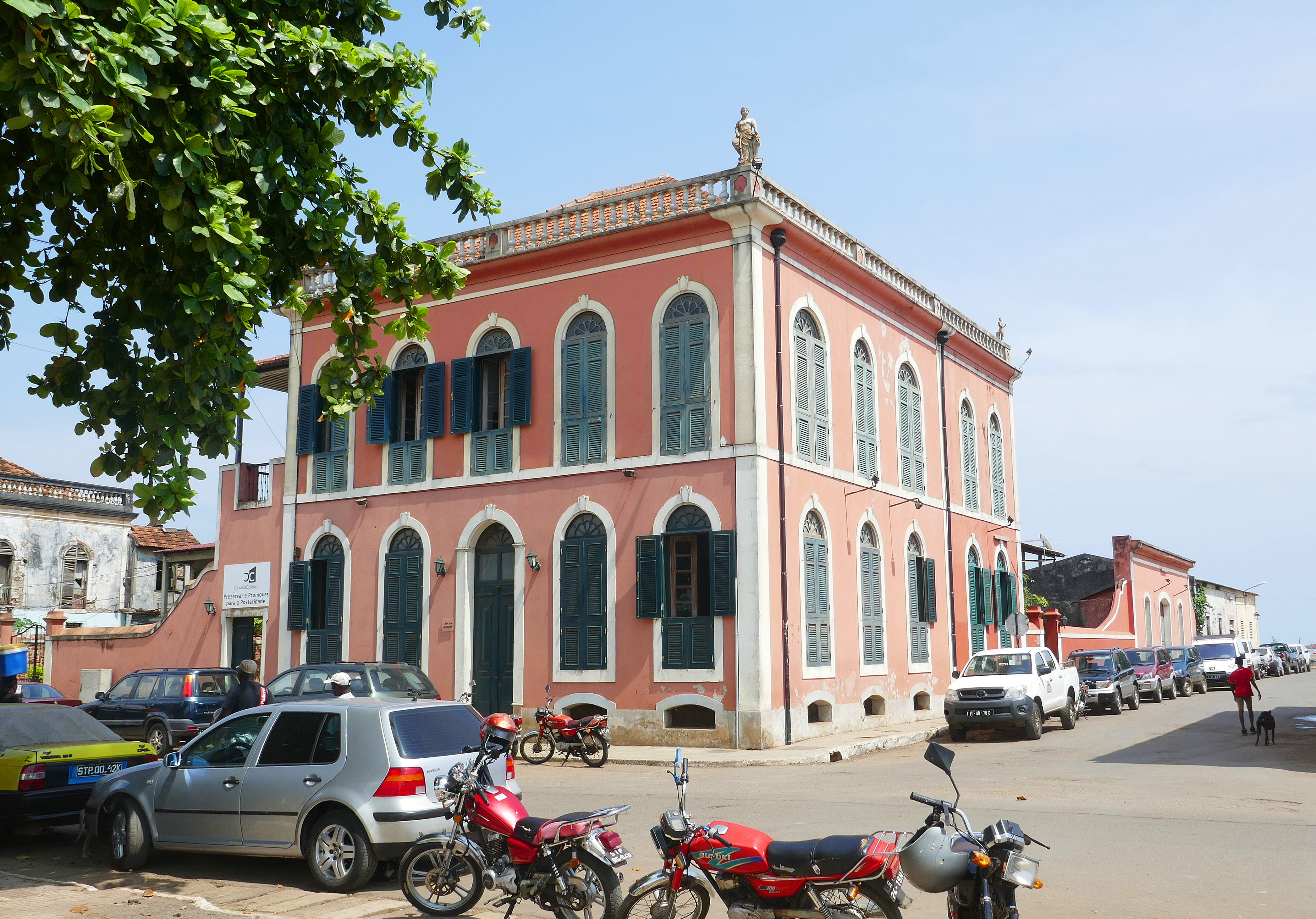
بيت الثقافة في ساو تومي

## الأشخاص البارزون
- خوسيه فيانا دا موتا (1868–1948) عازف البيانو البرتغالي والمعلم والملحن
- ألفريدو أزانكوت (1872- ؟؟) المهندس المعماري البرتغالي الذي هاجر إلى تشيلي
- خوسيه دي ألمادا نيغريروس(1893–1970) فنان برتغالي، ابتكر الأدب والرسم، وطور تصميمات رقص الباليه
- فرانسيسكو خوسيه تينريرو(1921-1963) جغرافي وشاعر وكاتب العصر الاستعماري
- ألدا غراسا (1926-2010) شاعر يعمل باللغة البرتغالية، والذي خدم أيضًا في حكومة سانتوميان بعد الاستقلال.
- غوادالوبي دي سيتا (مواليد 1929) كاتب وطبيب وبطل قومي
- ميغيل تروفوادا (مواليد 1936) كان رئيس الوزراء 1975-1979 ورئيسًا لساو تومي وبرينسيبي 1991-2001
- فراديك دي مينيزيس (مواليد 1942) رئيس ساو تومي وبرينسيب من 2003 إلى 2011
- أوليندا بيجا (مواليد 1946) شاعر وكاتب وراوي، هاجر إلى البرتغال وانتقل إلى فيسيو
- تومي فيرا كروز (مواليد 1956) رئيس وزراء ساو تومي وبرينسيبي من أبريل 2006 إلى فبراير 2008
- كونسيساو ليما (مواليد 1961) شاعر من بلدة سانتانا
- باتريس تروفوادا (مواليد 1962) سياسي، رئيس وزراء ساو تومي وبرينسيبي 2008 إلى يونيو 2008 ، 2010 إلى ديسمبر 2012 ومنذ نوفمبر 2014
- أوريليو مارتينز (مواليد 1966) صحفي ورجل أعمال وسياسي

### رياضيون
- نونو إسبيريتو سانتو (مواليد 1974) لاعب كرة قدم برتغالي متقاعد، مدرب رئيسي للنادي الإنجليزي ولفرهامبتون واندررز
- نايد جوميز (مواليد 1979) رياضي أولمبي سابق، شارك في سباق 100 متر حواجز في الألعاب الأولمبية الصيفية 2000
- لاسيت دوس سانتوس، (مواليد 1986) لاعب كرة قدم
- يازالديس ناسيمنتو (مواليد 1986) رياضي برتغالي، شارك في سباق 100 متر في الألعاب الأولمبية الصيفية 2004
- ألسينو سيلفا (من مواليد 1990) سبرينت كانور، شارك في دورة الألعاب الاولمبية الصيفية 2008 في بكين.
- هاراميز (مواليد 1990) لاعب كرة قدم محترف يلعب في البرتغال
- خوسيه دا سيلفا (مواليد 1991) لاعب كرة قدم محلي
- بولي دا كونسيساو تريست(من مواليد 1991) ، شارك في سباق الزوارق في الألعاب الأولمبية الصيفية 2016
- فادولي (مواليد 1992) لاعب كرة قدم في البرتغال
- تشارلز مونتيرو (مواليد 1994) لاعب كرة قدم يلعب في البرتغال
- جيلسون كوستا (مواليد 1996) لاعب كرة قدم برتغالي محترف
- روماريو ليتاو (مواليد 1997) عداء لمسافات طويلة، نافس في الألعاب الأولمبية الصيفية 2016 في سباق 5000 متر رجال
- جيدسون فرنانديز (مواليد 1999) لاعب كرة قدم برتغالي محترف.

### أعلام
- جيدسون فرنانديز
- فراديك دي مينيزيس
- جيلسون كوستا
- نون إسبيريتو سانتو

## علاقات دولية
لساو تومي إتفاقيات توأمة مع:
- كينغستاون,  سانت فينسنت والغرينادين
- لواندا،  أنغولا
- ليبرفيل,  الغابون
- أكرا,  غانا
- لشبونة,  البرتغال [15][16]